# Uganda ved sommer-OL 2024
Uganda deltog i sommer-OL 2024 i Paris, Frankrig i perioden 26. juli til 11. august 2024.
Joshua Cheptegei vandt guld i mændenes 10.000 meter, med en tid på 26:43.14.

## Medaljer
| 2024 Paris | Guld | Sølv | Bronze | Total |
| Uganda     | 1    | 1    | 0      | 2     |

### Medaljevinderne
| Uganda under sommer-OL 2024 i Paris | Uganda under sommer-OL 2024 i Paris | Uganda under sommer-OL 2024 i Paris | Uganda under sommer-OL 2024 i Paris | Uganda under sommer-OL 2024 i Paris |
| Medalje                             | Navn                                | Sport                               | Event                               | Dato                                |
| ----------------------------------- | ----------------------------------- | ----------------------------------- | ----------------------------------- | ----------------------------------- |
| Guld                                | Joshua Cheptegei                    | Atletik                             | Mændenes 10000 m                    | 2. august                           |
| Sølv                                | Peruth Chemutai                     | Atletik                             | Damernes 3000 m forhindringsløb     | 6. august                           |